# Procallimus khorasanii
Procallimus khorasanii är en skalbaggsart som beskrevs av Holzschuh 2006. Procallimus khorasanii ingår i släktet Procallimus och familjen långhorningar.
Artens utbredningsområde är Iran. Inga underarter finns listade i Catalogue of Life.